# Jean-Baptiste Mohr
Pour les articles homonymes, voir Mohr.
Jean-Baptiste Victor Mohr (né le 24 février 1823 à Paris e décédé le 14 avril 1891 à Paris) est un corniste, compositeur et chef d’orchestre français.

## Biographie
Commençant ses études musicales à l’Académie de Musique de Valenciennes (fondée en 1687), Jean-Baptiste Mohr poursuit sa formation et obtient un premier prix de cor en 1847 au Conservatoire de Paris dans la classe de Jacques-François Gallay.
En 1845, Mohr est mentionné comme clarinettiste de l'académie royale de musique lorsqu'il prend la direction de la Grande Société d’Harmonie.
Il prend le poste de premier cor solo de l’orchestre de l’Opéra de Paris du 31 mai 1853 à 1883.
Son éviction de la Société des concerts du Conservatoire en 1862 provoque le scandale de l'affaire Mohr car il avait joué avec l'orchestre Pasdeloup, . 
En 1853, il devient le chef d’orchestre de la société de la Grande Harmonie, composée uniquement d'instruments d'Adolphe Sax, qui réalise des auditions dans ses ateliers à Paris devant un parterre notamment de militaires et de politiques; à cette occasion, Mohr compose et arrange des pièces pour ce type de formation. Mohr dirige un concert avec cette formation le 12 juin 1853 au jardin d'hiver pour la promotion d'Adolphe Sax.

« J’ai choisi, pour m’étendre un peu, cette ouverture de Zampa ; mais dans toutes les autres œuvres qui figuraient au programme, la fantaisie sur Giralda, l’ouverture du Carnaval romain, etc. ; l’exécution a été également remarquable. C’est M. Mohr qui était chargé de la diriger, et je suis heureux de pouvoir féliciter cet artiste, aussi bon compositeur que chef d’orchestre habile. »

— Léon Kreutzer, Revue et gazette musicale de Paris (1853)
À cette période, il est également chef de la musique du régiment des guides. 
Il est considéré par les critiques comme l’un des cornistes parisiens les plus talentueux. 
Jean-Baptiste Mohr enseigne le cor au conservatoire de Paris à partir de 1864 à la suite de Jacques-François Gallay. Il est professeur au conservatoire en même temps qu'Adolphe Sax avec qui il est ami; il compose et lui dédie une pièce appelée quatuor de saxophones dans le style de la musique de Rossini. Ses solos de concours pour cor simple seront utilisés de 1864 à 1885 pour les concours du conservatoire. 
En dépit de l'arrivée de l'innovation apportée par les pistons Périnet, Mohr apparait comme un ardent défenseur du cor naturel. Après sa mort soudaine, son successeur au conservatoire François Brémond enseigne le cor à piston et édite une méthode dédiée à ce nouvel instrument.
Durant sa carrière, disciple de Michele Carafa, il compose et arrange des pièces pour divers instruments à vents. Il écrit également des méthodes instrumentales, en particulier pour cor.

## Œuvres pédagogiques
- Méthode de cor simple de J. Mohr [12]
- 12 études pour 1er ou 2e cor, Op. 3, 1871 ; (Paris : chez l'auteur, 1879)
- Douze Etudes pour cor ou cornet à pistons, Paris, Millereau, éditeur et fabricant d'instruments de musique. Facteur des célèbres cors de RAOUX, 1879= (lire en ligne)[13]
- 8 grandes études pour la clarinette, dédiées à ses élèves, Lafleur, père et fils (lire en ligne)

## Pièces
- Trois Duos concertans pour deux clarinettes,  Op. 2, (Paris : Richault, [s.d.])
- Air varié pour cornet trompette à pistons avec acc. d'orchestre, 1867
- 11 solos de cor avec accompagnement de piano
  - Solo de cor n°2 avec accompagnement de piano op. 7, (Paris : chez l'auteur, 1881)
  - Solo de cor n°3 avec accompagnement de piano op. 8, (Paris : Millereau, 1882)
  - Solo de cor n°4, avec accompagnement de piano Op. 9, par J. Mohr, (Paris : chez l'auteur, 1882)
  - Solo de cor n°5, avec accompagnement de piano Op. 10, par J. Mohr, (Paris : chez l'auteur, 1882)
  - Solo de cor n°6 avec accompagnement de piano op. inc., (Paris : Millereau, 1891)
  - Septième Solo pour le cor avec accompagnement de piano Op. 15, (Paris : chez l'auteur, 1879; Millereau, 1891)
  - Dixième Solo de cor avec accompagnement de piano Op. 18, par J. Mohr, (Paris : chez l'auteur, 1881)
  - Onzième Solo pour le cor avec accompagnement de piano. Op. 24, (Paris : E. Lacombe, 1887)
- Quatuor de saxophone, (Paris : Ed. Ad. Sax, 1864)[9], pièce dédicacée à Adolphe Sax.
- Solo de cor avec accompagnement de piano par Eugène Anthiome et Jean-Baptiste Mohr, (Paris : Millereau, 1889). Note(s) : Concours de juillet 1889
- Le Printemps, romance sans paroles pour cor, avec accompagnement de piano, (Paris : Millereau, 1890)
- Chant du soir, romance en fa pour cor avec accompagnement de piano, (Paris : Millereau, 1890)
- Souvenir de Neuilly,  Air varié (pour musique militaire) par J. Mohr, arrangé par Billiard (Paris : Billiard, 1885)

## Arrangements
Pratique très courante à l'époque, Mohr a arrangé de nombreux airs d'opéra pour orchestre d'harmonie militaire comme:
- Zerline ou la corbeille d'oranges de D.-F.-E. Auber. Ouverture arrangée pour harmonie militaire par J. Mohr
- 3e Marche aux flambeaux de G. Meyerbeer, d'après la partition de J. Mohr, (Paris : Brandus, 1851)
- Faust, opéra en 5 actes de Ch. Gounod, chœur des soldats, arrangé pour musique militaire par J. Mohr, (Paris : A. Sax, 1860)
- Dernier ouvrage de Rossini, morceau militaire, arrangé par J. Mohr, 1867

## Enregistrements
- Quatuor de saxophones de J-B Victor Mohr, avec le Quatuor Ars Gallica, (CD L’Aube du Saxophone, Lidi 0106044 96)